# Lívia Járóka
Lívia Járóka (Tata, Hungría, 6 de octubre de 1974) es una política húngara de la etnia romaní. Ha sido eurodiputada por Hungría, elegida por la Fidesz-Unión Cívica Húngara, perteneciente al grupo del Partido Popular Europeo, siendo la primera mujer gitana y la segunda persona gitana en ser eurodiputada. 

## Biografía
Creció en Sopron, ciudad cerca de la frontera occidental de Hungría con Austria. Su madre es húngara y su padre es de etnia romaní. Después de obtener una maestría en Sociología en el campus de Varsovia de la Universidad de Europa Central con una beca del Open Society Institute, estudió antropología en Gran Bretaña, enfocándose en temas sobre la cultura romaní. En agosto de 2003 tuvo una hija y un hijo en 2007. En 2012 terminó su doctorado en Antropología Social en el University College of London.
En 2004 fue elegida eurodiputada del Parlamento Europeo como miembro de la lista de Fidesz. Fue la primera mujer gitana europarlamentaria y la segunda persona gitana electa, el primero fue Juan de Dios Ramírez-Heredia, eurodiputado de 1994 hasta 1999.
Ha sido presidenta del Grupo de Trabajo del Partido Popular Europeo sobre la Inclusión de los Gitanos, y Vicepresidenta de la Comisión de Derechos de la Mujer e Igualdad de Género. También ha sido miembro de la Comisión de Libertades Civiles, Justicia y Asuntos de Interior y de la Delegación para las Relaciones con India. Y miembro suplente de la Comisión de Empleo y Asuntos Sociales, así como de la Comisión de Derechos Humanos.
En 2014 se retiró como eurodiputada, pero regresó el 15 de septiembre de 2017 después de que Ildikó Gáll-Pelcz dejara el Parlamento Europeo. Fue elegida vicepresidenta del Parlamento Europeo el 15 de noviembre de 2017, y reelegida en ese cargo el 3 de julio de 2019

## Premios y reconocimientos
- Elegida Joven Líder Global en 2006 por el Foro de Jóvenes Líderes Globales y el Foro Económico Mundial.
- Premio 2006 y 2013 Miembro del Parlamento Europeo del Año (MEP) en la categoría de Justicia y Derechos Fundamentales.[7]
- Premio a la Excelencia del Ministerio de Relaciones Exteriores de Rumanía por la Integración Social de las Minorías en 2010.[8]
- Orden Presidencial al Mérito de Hungría por su destacada labor durante la Presidencia húngara del Consejo de la UE en 2011.[8]
- Premio St. Adalbert de la Asociación Húngara de Intelectuales Cristianos en 2011.
- Premio de la "Fundación Secretariado Gitano" en 2012.[4]